# Nobuyoshi Habara
Nobuyoshi Habara (羽原 信義 Habara Nobuyoshi?) es un director, animador y guionista gráfico de anime japonés. Es mejor conocido por su trabajo en series como D.N.Angel, Sōkyū no Fafner y Kyōkai Senki entre otras.
Fue director ejecutivo de la empresa Sunrise Beyond y anteriormente se desempeñó como presidente de Xebec, cargo que asumió el 1 de mayo de 2018.

## Carrera
Habara nació el 21 de junio de 1963 en la ciudad de Fukuyama, en la prefectura de Hiroshima, Japón. Después de asistir a la Escuela Secundaria Municipal Jōtō de Fukuyama, Nobuyoshi Habara se graduó en la Escuela Secundaria Pública Daimon de la prefectura de Hiroshima. En 1982, se mudó solo a Tokio. Durante su etapa en Daimon, formó un club de animación y comenzó a crear anime de forma autodidacta.
Comenzó su carrera el año 1981 en Ashi Productions, y en mayo de 1995 cofundó el estudio de animación Xebec, junto a Shinao Shimoji y Tōru Satō, como una subsidiaria de Production I.G. Además de su trabajo como director, también se ha desempeñado como director de animación, diseñador de personajes, diseñador mecánico, e incluso ha participado en planeamiento y producción, siendo un creador multifacético.
Ha utilizado varios seudónimos a lo largo de su carrera, incluyendo: Nobuyoshi Habara (はばらのぶよし?) (en hiragana), Mamoru Konoe (近衛真守?) y Takanori Akiba (秋葉鷹則?).
El 1 de mayo de 2018, pasó de ser director ejecutivo a presidente de Xebec. Sin embargo, el 1 de abril de 2019, IG Port, empresa matriz, transfirió las operaciones de producción de video de Xebec a Sunrise, quedando Xebec como empresa dedicada únicamente a la gestión de derechos. Posteriormente, el 31 de mayo de 2019, Xebec fue absorbida por Production I.G, y el estudio fue oficialmente disuelto el 1 de junio del mismo año.
El 1 de marzo de 2019, Habara asumió el cargo de director ejecutivo en Sunrise Beyond. Se jubiló oficialmente el 29 de marzo de 2024, y al día siguiente, el 1 de abril, Sunrise Beyond fue absorbida por Bandai Namco Filmworks. Tras esta fusión, Habara pasó a formar parte del equipo de producción de anime de la marca Sunrise, ahora bajo Bandai Namco Filmworks.
Desde octubre de 2018, participa activamente en la organización del “Fukuyamanime”, el mayor evento de anime en la región de Hiroshima, realizado en Fukuyama. De hecho, el nombre del evento y el diseño del logotipo fueron creados por el propio Habara.

## Trabajos

### Series de televisión
Destaca papeles con funciones de dirección de series.
     Destaca papeles con funciones de asistente de dirección o supervisión.
| Año  | Título                                                                  | Director(es)                                        | Estudio                           | Funciones | Refs.         |
| ---- | ----------------------------------------------------------------------- | --------------------------------------------------- | --------------------------------- | --- | ------------- |
| 1982 | Mahō no Princess Minky Momo                                             | Kunihiko Yuyama                                     | Ashi Productions                  | Animación intermedia (#5, 8, 10, 12-13, 15-16, 19, 24, 26, 28-29, 31, 34, 37)                                                                                    | [ 17 ] [ 18 ] |
| 1983 | Tokusō Kihei Dorvack                                                    | Jūtarō Ōba Masami Anno                              | Ashi Productions                  | Diseñador mecánico Animación clave | [ 17 ] [ 18 ] |
| 1985 | Mobile Suit Zeta Gundam                                                 | Yoshiyuki Tomino                                    | Sunrise                           | Diseñador mecánico (Sin acreditar) Animación clave | [ 17 ] [ 18 ] |
| 1985 | Chōjū Kishin Dankūga                                                    | Seiji Okuda                                         | Ashi Productions                  | Diseño de personajes (#Emperador Muge; ep 38) Director de animación mecánico (#1-2, 6, 10, 35) Animación clave (#13, 17, 22, 25, 27, 30, 38)                     | [ 17 ] [ 18 ] |
| 1985 | Ninja Senshi Tobikage                                                   | Masami Anno                                         | Pierrot                           | Director de animación (#28) | [ 17 ] [ 18 ] |
| 1986 | Mahō no Idol Pastel Yumi                                                | Akira Shigino                                       | Pierrot                           | Animación clave (#3) | [ 17 ] [ 18 ] |
| 1986 | Machine Robo: Cronos no Dai Gyakushū                                    | Hiroshi Yoshida                                     | Ashi Productions                  | Diseño de personajes Director de animación (#14, 44) | [ 17 ] [ 18 ] |
| 1988 | Chōon Senshi Borgman                                                    | Hiroshi Negishi                                     | Ashi Productions                  | Animación clave (#31) | [ 17 ] [ 18 ] |
| 1988 | Tekken Chinmi                                                           | Jūtarō Ōba                                          | Ashi Productions                  | Animación clave (#1, 14-15) | [ 17 ] [ 18 ] |
| 1989 | Tenkū Senki Shurato                                                     | Toshihiko Nishikubo                                 | Tatsunoko Production              | Director de animación (#16) | [ 17 ] [ 18 ] |
| 1989 | Time Travel Tondekeman!                                                 | Kunihiko Yuyama                                     | Ashi Productions                  | Director de animación (#4, 13) | [ 17 ] [ 18 ] |
| 1990 | Mahō no Angel Sweet Mint                                                | Jūtarō Ōba                                          | Ashi Productions                  | Diseño de personajes originales Animación clave (#1, 11) | [ 17 ] [ 18 ] |
| 1991 | Jankenman                                                               | Tetsuya Endō                                        | Ashi Productions                  | Diseño de personajes | [ 17 ] [ 18 ] |
| 1992 | Ashita e Free Kick                                                      | Tetsurō Amino                                       | Production Reed                   | Diseño de personajes Director de animación (#1, 26, 52) Animación clave (#1, 11, 19, 32, 51-52)                                                                  | [ 19 ]        |
| 1994 | Blue Seed                                                               | Jun Kamiya                                          | Production I.G Ashi Productions   | Director de animación (#3, 5) | [ 17 ] [ 18 ] |
| 1995 | Bakuretsu Hunters                                                       | Kōichi Mashimo                                      | Xebec                             | Director asistente Director de episodios Guionista gráfico | [ 20 ]        |
| 1996 | Rurouni Kenshin: Meiji Kenkaku Romantan                                 | Kazuhiro Furuhashi                                  | Gallop Studio Deen                | Animación clave | [ 17 ] [ 18 ] |
| 1996 | Kidō Senkan Nadesico                                                    | Tatsuo Satō                                         | Xebec                             | Guionista (#14) Director de episodios (#1, 6, 14, 23) Guionista gráfico (#14) Director de animación (#14) Animación (#9-10, 24, 26) Animación clave (#1, 14, 21) | [ 17 ] [ 18 ] |
| 1997 | Chō Tokkyū Hikarian                                                     | Kazuyuki Hirokawa (#1-91) Yoshikata Nitta (#92-156) | Tokyo Kids                        | Guionista gráfico (#24, 49) | [ 17 ] [ 18 ] |
| 1997 | Shōjo Kakumei Utena                                                     | Kunihiko Ikuhara                                    | J.C.Staff                         | Animación clave (#21) | [ 17 ] [ 18 ] |
| 1998 | Akihabara Dennō-gumi                                                    | Yoshitaka Fujimoto                                  | Ashi Productions                  | Guionista gráfico (#OP) | [ 17 ] [ 18 ] |
| 1998 | Kaiketsu Jōki Tanteidan                                                 | Nobuyoshi Habara Kiyoshi Murayama                   | Xebec                             | Director de la serie Productor Director de episodio (#20) Animación clave (#9, 26)                                                                               | [ 17 ] [ 18 ] |
| 1999 | Susie-chan to Marvy                                                     | Shin'ya Sadamitsu                                   | Xebec                             | Productor Director de animación | [ 17 ] [ 18 ] |
| 1999 | Zoids                                                                   | Takao Kato                                          | Xebec                             | Director de episodio (#40) Guionista gráfico (#40) Animación clave                                                                                               | [ 17 ] [ 18 ] |
| 1999 | Chikyū Bōei Kigyō Dai-Guard                                             | Seiji Mizushima                                     | Xebec                             | Animación de apertura Animación clave (#1-2, 25-26) | [ 17 ] [ 18 ] |
| 2000 | Jinzō Ningen Kikaider The Animation                                     | Tensai Okamura                                      | Radix Ace Entertainment Studio OX | Director de episodios (#3, 8-9) | [ 17 ] [ 18 ] |
| 2001 | Zoids Shinseiki/Zero                                                    | Yoshio Katō Takao Kato                              | Xebec                             | Animación clave (#12, 20) | [ 17 ] [ 18 ] |
| 2001 | Shaman King                                                             | Seiji Mizushima                                     | Xebec                             | Guionista gráfico Director de unidad Animación clave (#24, 31, 44, 54, 56, 63)                                                                                   | [ 17 ] [ 18 ] |
| 2001 | Saiko Robot Kombock                                                     | Katsumi Minoguchi                                   | Xebec                             | Director de producción de la serie | [ 17 ] [ 18 ] |
| 2003 | D.N.Angel                                                               | Nobuyoshi Habara                                    | Xebec                             | Director Director de episodios (#1, 26) Guionista gráfico (#1, 4, 8, 16, 25-26)                                                                                  | [ 21 ]        |
| 2003 | Fullmetal Alchemist                                                     | Seiji Mizushima                                     | Bones                             | Animación clave (#12) | [ 17 ] [ 18 ] |
| 2004 | Sōkyū no Fafner: Dead Aggressor                                         | Nobuyoshi Habara                                    | Xebec                             | Director Director de episodios (#1, 25) Guionista gráfico (#1, 16, 20, 25) Animación clave (#25)                                                                 | [ 22 ]        |
| 2005 | Mahō Sensei Negima!                                                     | Nobuyoshi Habara (#14-26) Nagisa Miyazaki (#1-13)   | Xebec                             | Director jefe (#14-26) Director de episodios (#8, 26) Guionista gráfico (#23, 26) Director de animación asistente (#26) Animación clave (#8)                     | [ 23 ]        |
| 2005 | Elemental Gelade                                                        | Shigeru Ueda                                        | Xebec                             | Animación clave (#6; OP) | [ 17 ] [ 18 ] |
| 2006 | Saru Getchu: On Air                                                     | Nobuyoshi Habara                                    | Xebec                             | Director | [ 17 ] [ 18 ] |
| 2006 | The Third: Aoi Hitomi no Shōjo                                          | Jun Kamiya                                          | Xebec                             | Guionista gráfico (#19) Animación clave (#4, 24) | [ 17 ] [ 18 ] |
| 2006 | Busō Renkin                                                             | Takao Kato                                          | Xebec                             | Animación de apertura Director de episodio (#OP) Guionista gráfico (#OP) Animación clave (#OP)                                                                   | [ 17 ] [ 18 ] |
| 2007 | Tengen Toppa Gurren Lagann                                              | Hiroyuki Imaishi                                    | Gainax                            | Animación clave (#3) | [ 17 ] [ 18 ] |
| 2007 | Heroic Age                                                              | Takashi Noto Toshimasa Suzuki                       | Xebec                             | Director de episodios (#6, 15, 21-22) Guionista gráfico (#6, 15, 22) Animación clave (#1, 21; OP)                                                                | [ 17 ] [ 18 ] |
| 2007 | Terra e...                                                              | Osamu Yamasaki                                      | Tokyo Kids Minami Machi Bugyōsho  | Guionista gráfico (#6) | [ 17 ] [ 18 ] |
| 2008 | Mnemosyne: Mnemosyne no Musume-tachi                                    | Shigeru Ueda                                        | Xebec                             | Animación Animación clave (#2) | [ 17 ] [ 18 ] |
| 2008 | Kanokon                                                                 | Atsushi Ōtsuki                                      | Xebec                             | Guionista gráfico (#5) | [ 17 ] [ 18 ] |
| 2008 | Michiko to Hatchin                                                      | Sayo Yamamoto                                       | Manglobe                          | Director de episodio (#7) Animación clave (#7) | [ 17 ] [ 18 ] |
| 2012 | Rinne no Lagrange                                                       | Tatsuo Satō Toshimasa Suzuki                        | Xebec                             | Animación clave (#OP) | [ 17 ] [ 18 ] |
| 2013 | Haiyore! Nyaruko-san W                                                  | Tsuyoshi Nagasawa                                   | Xebec                             | Director de episodio (#ED 5) Guionista gráfico (#ED 5) Animación clave (#ED 5)                                                                                   | [ 17 ] [ 18 ] |
| 2014 | Break Blade                                                             | Tetsurō Amino Nobuyoshi Habara                      | Production I.G Xebec              | Director | [ 24 ]        |
| 2015 | Sōkyū no Fafner: Dead Aggressor - Exodus                                | Takashi Noto Nobuyoshi Habara                       | I.Gzwei                           | Director Director de episodios (#1, 5; OP) Guionista gráfico (#1, 5; OP) Animación clave (#5, 12-13; OP)                                                         | [ 25 ]        |
| 2015 | Sōkyū no Fafner: Dead Aggressor - Exodus Part 2                         | Takashi Noto Nobuyoshi Habara                       | I.Gzwei                           | Director Director de episodios (#14; OP) Guionista gráfico (#21; OP) Animación clave (#14, 20, 24)                                                               | [ 26 ]        |
| 2016 | Keijo!!!!!!!!                                                           | Hideya Takahashi                                    | Xebec                             | Animación clave (#5) | [ 17 ] [ 18 ] |
| 2021 | Kyōkai Senki                                                            | Nobuyoshi Habara                                    | Sunrise Beyond                    | Director Director de episodios (#1; OP) Guionista gráfico (#1; OP) Animación clave (#OP)                                                                         | [ 27 ]        |
| 2022 | Kyōkai Senki Part 2                                                     | Nobuyoshi Habara                                    | Sunrise Beyond                    | Director Director de episodios (#25; OP) Guionista gráfico (#25; OP)                                                                                             | [ 28 ]        |
| 2023 | Saihate no Paladin: Tetsusabi no Yama no Ō                              | Akira Iwanaga                                       | OLM Sunrise Beyond                | Director de episodios (#3, 7, 11) Guionista gráfico (#11) | [ 17 ] [ 18 ] |
| 2025 | Assassin de Aru Ore no Status ga Yūsha Yori mo Akiraka ni Tsuyoi Nodaga | Nobuyoshi Habara                                    | Sunrise                           | Director | [ 29 ]        |

### Películas
Destaca papeles con funciones de dirección de series.
| Año  | Título                                                     | Director(es)                        | Estudio                        | Funciones | Refs.                |
| ---- | ---------------------------------------------------------- | ----------------------------------- | ------------------------------ | --- | -------------------- |
| 1985 | Sengoku Majin Gōshōgun: Toki no Etranger                   | Kunihiko Yuyama                     | Ashi Productions               | Animación clave | [ 17 ] [ 18 ]        |
| 1986 | Amon Saga                                                  | Shunji Ōga                          | Toei Animation                 | Animación clave | [ 17 ] [ 18 ]        |
| 1986 | Ai City                                                    | Kōichi Mashimo                      | AIC Magic Bus Ashi Productions | Director de animación Animación clave                                                                                | [ 17 ] [ 18 ]        |
| 1988 | Mobile Suit Gundam: Char's Counterattack                   | Yoshiyuki Tomino                    | Sunrise                        | Animación clave | [ 17 ] [ 18 ]        |
| 1990 | Chōon Senshi Borgman: Lovers Rain                          | Kiyoshi Murayama                    | Ashi Productions               | Director de animación asistente Animación clave                                                                      | [ 17 ] [ 18 ]        |
| 1993 | Kidō Keisatsu Patlabor 2 the Movie                         | Mamoru Oshii                        | Production I.G                 | Animación clave | [ 17 ] [ 18 ]        |
| 1997 | Bakusō Kyōdai Let's & Go!! WGP Bōsō Mini Yonku Daitsuiseki | Tetsurō Amino                       | Xebec                          | Director de animación asistente                                                                                      | [ 17 ] [ 18 ]        |
| 1998 | Martian Successor Nadesico: The Prince of Darkness         | Tatsuo Satō                         | Xebec                          | Productor asistente                                                                                                  | [ 17 ] [ 18 ]        |
| 2005 | Rockman.EXE Movie: Hikari to Yami no Program               | Takao Kato                          | Xebec                          | Animación clave | [ 17 ] [ 18 ]        |
| 2009 | Uchū Senkan Yamato: Fukkatsu-hen                           | Takeshi Shirato Yoshinobu Nishizaki | West Cape Corporation          | Director mecánico Guionista gráfico (Sin acreditar) Animación principal Director de animación (Versión del director) | [ 17 ] [ 18 ]        |
| 2010 | Break Blade Movie 1: Kakusei no Toki                       | Tetsurō Amino Nobuyoshi Habara      | Production I.G Xebec           | Director Guionista gráfico                                                                                           | [ 17 ] [ 18 ] [ 30 ] |
| 2010 | Break Blade Movie 2: Ketsubetsu no Michi                   | Tetsurō Amino Nobuyoshi Habara      | Production I.G Xebec           | Director Guionista gráfico                                                                                           | [ 17 ] [ 18 ] [ 30 ] |
| 2010 | Break Blade Movie 3: Kyōjin no Ato                         | Tetsurō Amino Nobuyoshi Habara      | Production I.G Xebec           | Director Guionista gráfico                                                                                           | [ 17 ] [ 18 ] [ 30 ] |
| 2010 | Break Blade Movie 4: Sanka no Chi                          | Tetsurō Amino Nobuyoshi Habara      | Production I.G Xebec           | Director Guionista gráfico                                                                                           | [ 17 ] [ 18 ] [ 30 ] |
| 2011 | Break Blade Movie 5: Shisen no Hate                        | Tetsurō Amino Nobuyoshi Habara      | Production I.G Xebec           | Director Guionista gráfico                                                                                           | [ 17 ] [ 18 ] [ 30 ] |
| 2011 | Break Blade Movie 6: Dōkoku no Toride                      | Tetsurō Amino Nobuyoshi Habara      | Production I.G Xebec           | Director Guionista gráfico                                                                                           | [ 17 ] [ 18 ] [ 30 ] |

### ONAs
| Año  | Título                      | Director(es)   | Estudio        | Funciones                                        | Refs.         |
| ---- | --------------------------- | -------------- | -------------- | ------------------------------------------------ | ------------- |
| 2019 | Gundam Build Divers Re:Rise | Shin'ya Watada | Sunrise Beyond | Director de episodio (#9) Guionista gráfico (#9) | [ 17 ] [ 18 ] |

### OVAs
Destaca papeles con funciones de dirección de series.
| Año  | Título                                                     | Director(es)                                             | Estudio                        | Funciones                                                                      | Refs.         |
| ---- | ---------------------------------------------------------- | -------------------------------------------------------- | ------------------------------ | ------------------------------------------------------------------------------ | ------------- |
| 1985 | Urusei Yatsura OVA                                         | Kazuo Yamazaki                                           | Madhouse Studio Deen Magic Bus | Director de animación (#2)                                                     | [ 17 ] [ 18 ] |
| 1985 | Dream Hunter Rem                                           | Seiji Okuda                                              | Anime R                        | Animación clave (#1)                                                           | [ 17 ] [ 18 ] |
| 1986 | Chōjū Kishin Dankūga: Ushinawareta Mono-tachi e no Requiem | Seiji Okuda                                              | Production Reed                | Director de animación Animación clave                                          | [ 17 ] [ 18 ] |
| 1986 | Sōkihei MD Geist                                           | Hayato Ikeda                                             | Zero-G Room Production Wave    | Animación clave                                                                | [ 17 ] [ 18 ] |
| 1987 | Chōjū Kishin Dankūga: God Bless Dancōgar                   | Jūtarō Ōba                                               | Production Reed                | Diseño de personajes Guionista gráfico Director de animación                   | [ 17 ] [ 18 ] |
| 1987 | Makyō Gaiden Le Deus                                       | Hiroshi Negishi                                          | Ashi Productions               | Diseñador mecánico Director de animación mecánico Animación clave              | [ 17 ] [ 18 ] |
| 1988 | Leina Kenrō Densetsu                                       | Nobuyoshi Habara Takao Kato (#1) Kiyoshi Murayama (#2-3) | Ashi Productions               | Director Diseño de personajes Guionista gráfico (#1-2) Director de animación   | [ 17 ] [ 18 ] |
| 1989 | The Borgman: Last Battle                                   | Hiroshi Negishi                                          | Ashi Productions               | Animación clave                                                                | [ 17 ] [ 18 ] |
| 1990 | Ankoku Shindenshō Takegami                                 | Osamu Yamasaki                                           | J.C.Staff                      | Animación clave (#1)                                                           | [ 17 ] [ 18 ] |
| 1990 | Lightning Trap: Leina & Laika                              | Kiyoshi Murayama                                         | Ashi Productions               | Director de animación Diseño de personajes Supervisión                         | [ 17 ] [ 18 ] |
| 1990 | The Hakkenden                                              | Takashi Anno (#1-6) Yukio Okamoto (#7-13)                | AIC Artmic                     | Animación clave (#3)                                                           | [ 17 ] [ 18 ] |
| 1991 | Akai Hayate                                                | Osamu Tsuruyama                                          | Pierrot                        | Animación clave (#1)                                                           | [ 17 ] [ 18 ] |
| 1992 | Jankenman: Kaijū Dai Kessen                                | Tetsuya Endō                                             | Ashi Productions               | Diseño de personajes                                                           | [ 17 ] [ 18 ] |
| 1993 | Eightman After                                             | Yoriyasu Kogawa                                          | J.C.Staff Sanctuary            | Director de animación (#3)                                                     | [ 17 ] [ 18 ] |
| 1994 | B.B. Fish                                                  | Mamoru Hamatsu                                           | Production I.G                 | Director de animación                                                          | [ 17 ] [ 18 ] |
| 1994 | Bakuen Campus Guardress                                    | Toshihiko Nishikubo                                      | Production I.G                 | Director de animación (#2)                                                     | [ 17 ] [ 18 ] |
| 1996 | Sōkihei MD Geist 2: Death Force                            | Kōichi Ōhata                                             | Zero-G Room                    | Animación clave                                                                | [ 17 ] [ 18 ] |
| 1996 | Bakuretsu Hunters OVA                                      | Kōichi Mashimo Nobuyoshi Habara Takao Kato               | Xebec                          | Director                                                                       | [ 17 ] [ 18 ] |
| 1998 | Gekiganger 3: The Movie                                    | Tatsuo Satō                                              | Xebec                          | Animación clave Supervisión                                                    | [ 17 ] [ 18 ] |
| 2002 | Love Hina Again                                            | Yoshiaki Iwasaki                                         | Xebec                          | Animación clave (#2-3)                                                         | [ 17 ] [ 18 ] |
| 2005 | Sōkyū no Fafner: Dead Aggressor - Arcadian Memory          | Nobuyoshi Habara                                         | Xebec                          | Director                                                                       | [ 17 ] [ 18 ] |
| 2012 | Uchū Senkan Yamato 2199                                    | Akihiro Enomoto Yutaka Izubuchi                          | Xebec AIC                      | Director de episodios (#9, 19) Guionista gráfico (#9, 19) Animación clave (#9) | [ 17 ] [ 18 ] |
| 2012 | Rinne no Lagrange: Kamogawa Days                           | Tatsuo Satō Toshimasa Suzuki                             | Xebec                          | Animación clave (#OP)                                                          | [ 17 ] [ 18 ] |
| 2017 | Uchū Senkan Yamato 2202: Ai no Senshi-tachi                | Nobuyoshi Habara                                         | Xebec                          | Director Director de episodio (#26) Guionista gráfico (#7, 9, 21)              | [ 31 ] [ 32 ] |

### Especiales
Destaca papeles con funciones de dirección de series.
| Año  | Título                                          | Director(es)                   | Estudio              | Funciones                                                     | Refs.         |
| ---- | ----------------------------------------------- | ------------------------------ | -------------------- | ------------------------------------------------------------- | ------------- |
| 2005 | Sōkyū no Fafner: Dead Aggressor - Right of Left | Nobuyoshi Habara               | Xebec                | Director Guionista gráfico Director de unidad Animación clave | [ 17 ] [ 18 ] |
| 2012 | Break Blade: Virgins War                        | Tetsurō Amino Nobuyoshi Habara | Production I.G Xebec | Director                                                      | [ 17 ] [ 18 ] |